# Monte de los Olivos (Piura)
Monte de los Olivos es un caserío peruano ubicado en el distrito de Las Lomas, perteneciente a la provincia y departamento de Piura, al norte del Perú. 

## Ubicación
Monte de los Olivos se ubica al noreste de la provincia de Piura, en el distrito de Las Lomas, en el departamento de Piura.

## Demografía
En 2017 Monte de los Olivos tenía una población de 318 habitantes.